# Emil Mathiasz
Emil Mathiasz, rus. Эмиліянъ Михайлович Матяш – Emilian Michajłowicz Matiasz (ur. 1870 w powiecie mościskim, zm. 3 stycznia 1927 w Sanoku) – urzędnik skarbowy.

## Życiorys
Urodził się w 1870 na obszarze powiatu mościskiego. Był synem Michała. W okresie zaboru austriackiego w ramach autonomii galicyjskiej w wieku 23 lat wstąpił do c. k. galicyjskiej służby cywilnej 17 października 1893. Był zatrudniony w głównym urzędzie podatkowym przy starostwie c. k. powiatu sanockiego, gdzie od około 1893 był praktykantem podatkowym, od około 1897 adjunktem podatkowym, następnie oficjałem od około 1907, a od około 1912 zarządcą podatkowym. Od około 1912 był też kontrolerem w randze zarządcy podatkowego przydzielonym do dyrekcji okręgowej skarbowej przy starostwie c. k. powiatu sanockiego.
Został członkiem założonej 11 stycznia 1903 w Sanoku pierwszej filii lwowskiego Towarzystwa Chowu Drobiu, Gołębi i Królików. W 1906 został zastępcą członka zarządu „Towarzystwa kredytowego dla urzędników i sług państwowych dla budowy domów mieszkalnych członkom i dostarczania tymże członkom artykułów spożywczych” w Sanoku. Był członkiem Towarzystwa Upiększania Miasta Sanoka.

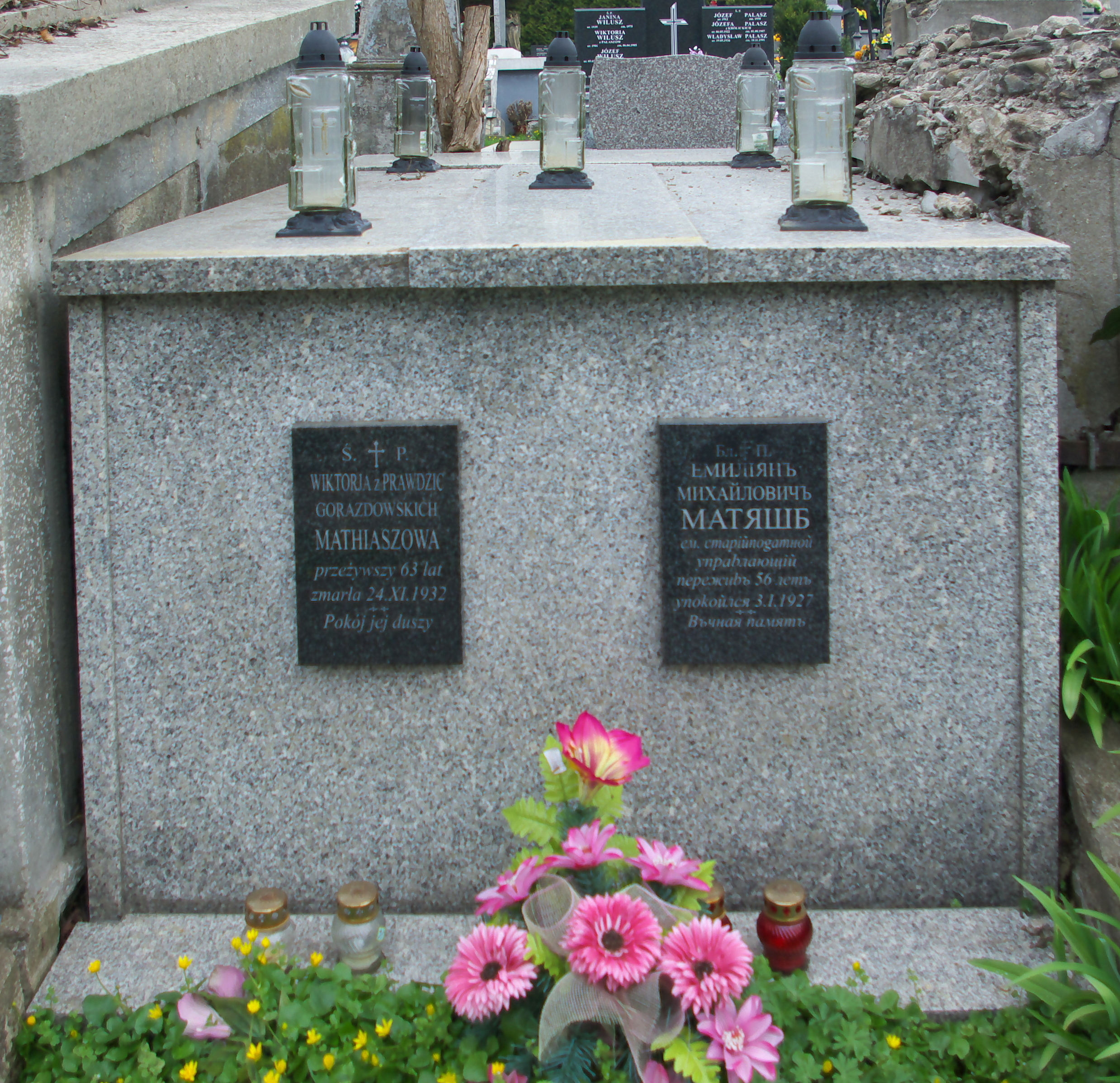
Grobowiec Emila i Wiktorii Mathiasz

Uchwałą Rady Miejskiej w Sanoku z 1923 został uznany przynależnym do gminy Sanok. W dniu 14 listopada 1896 poślubił w Sanoku Wiktorię Agnieszkę z domu Gorazdowską herbu Prawdzic (ur. ok. 1868, córka Eleonory, zm. 1932 w wieku 63 lat). Do końca życia był emerytowanym poborcą podatkowym. Zmarł 3 stycznia 1927 w Sanoku. Został pochowany na cmentarzu przy ul. Rymanowskiej w Sanoku. Dziećmi Emila Mathiasza byli: Adam Spirydion (ur. 1896, urzędnik skarbowy), Roman Michał (ur. 1898), Zenon wzgl. Zenobiusz (ur. 1902, profesor gimnazjalny), Maria Leokardia (1904-1986, nauczycielka, od 1927 zamężna z prawnikiem, Marianem Radwańskim), Izabela Sylwia (ur. 1907, od 1929 zamężna z inż. Włodzimierzem Gościńskim).

## Odznaczenia
austro-węgierskie
- Medal Jubileuszowy Pamiątkowy dla Cywilnych Funkcjonariuszów Państwowych (przed 1912)[21][1][24][26].
- Krzyż Jubileuszowy dla Cywilnych Funkcjonariuszów Państwowych (przed 1912)[21][1][24][26].